# Fujikage Seiju

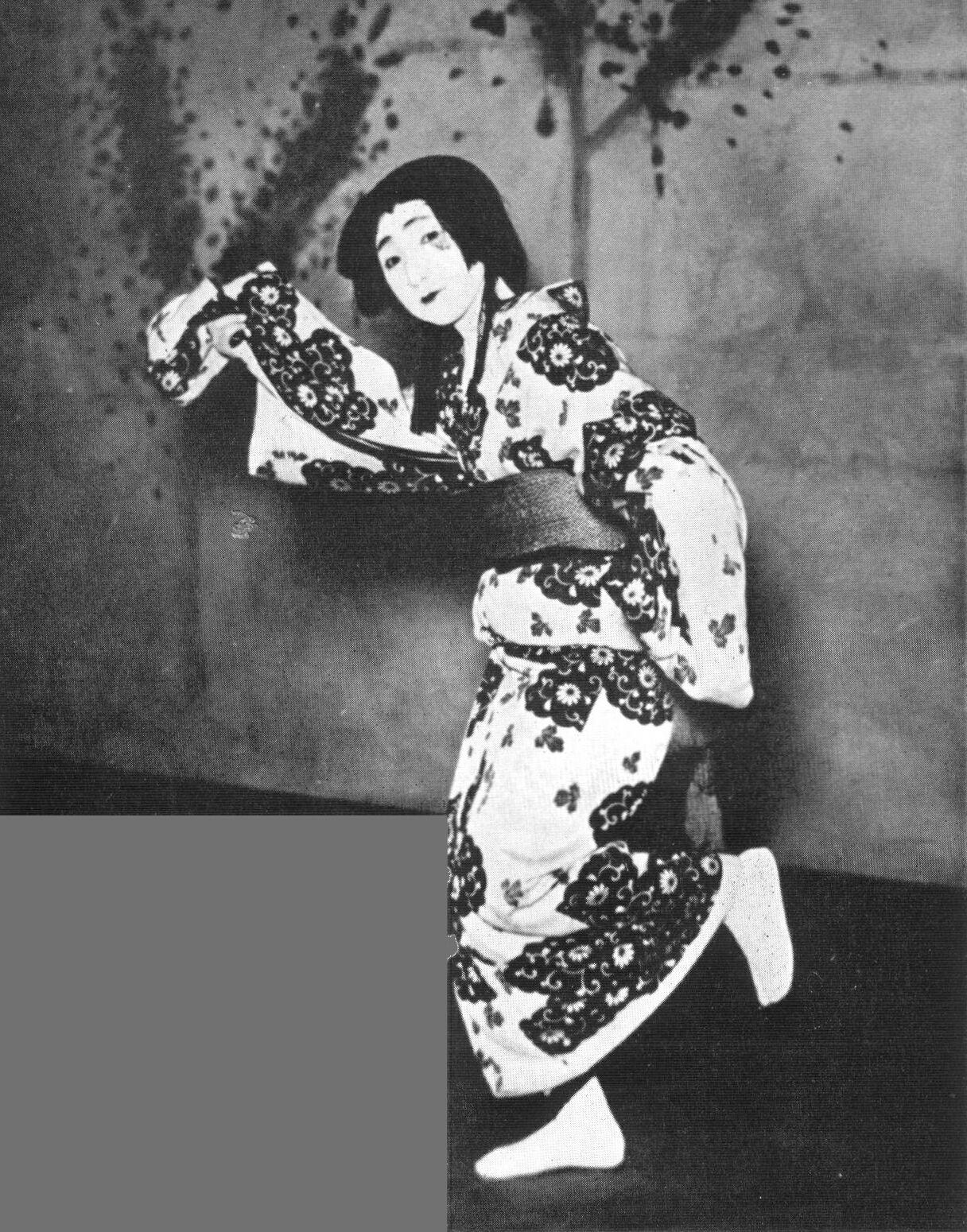
Seiju Fujikage

Fujikage Seiju (japanisch 藤蔭 静樹, wirklicher Name: Uchida Yae (内田 八重); geboren 13. Oktober 1880 Niigata Präfektur Niigata; gestorben 2. Januar 1966) war eine japanische Tänzerin und Pionierin des modernen japanischen Tanzes, des  Shin-Buyō als Weiterentwicklung des traditionellen Tanzes (Nihon Buyō). Sie gründete die Fujikage-Schule für Tanz und war zudem kurzzeitig mit dem Erzähler und Schriftsteller Nagai Kafū verheiratet.

## Leben und Wirken

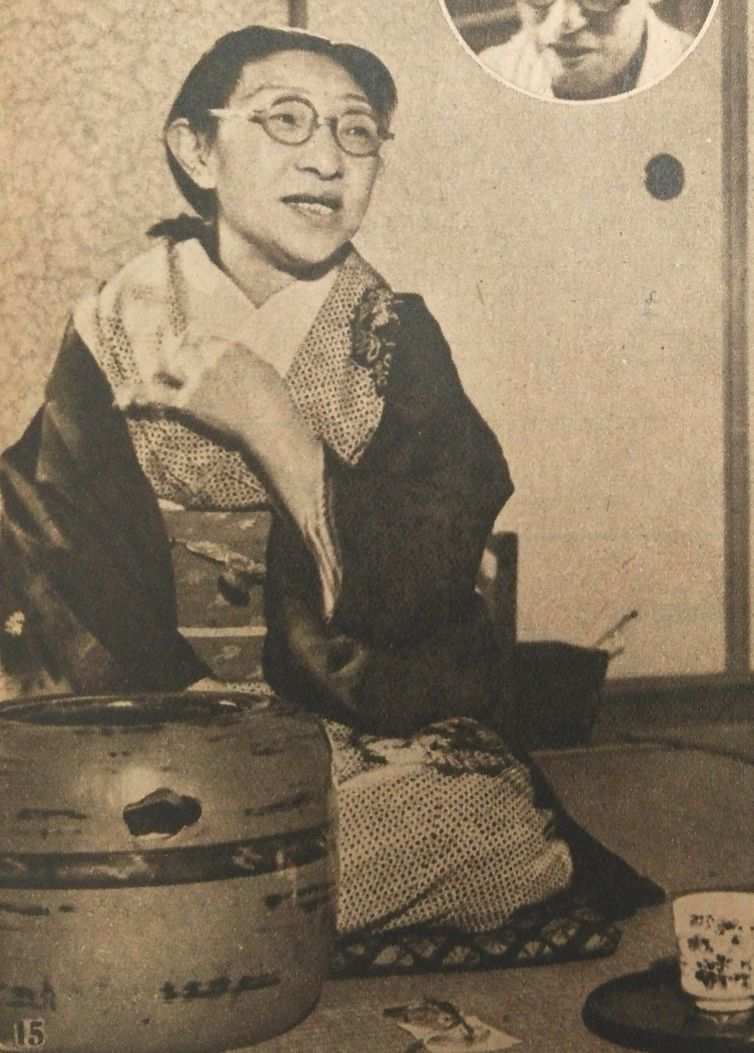
Seiju Fujikage, 1946

Seiju wurde 1880 als zweite Tochter von Torakichi, der vom Schwiegervater adoptiert worden war, um das Sushi-Restaurant fortzuführen, und Yukino im Stadtbezirk Furumachi in Niigata geboren. Ihr Großvater mütterlicherseits stammte aus dem Sakakibara-Klan im Takeda-han. Mit fünf Jahren wurde Seiju im Tanz und Shamisen-Spiel unterrichtet. Vom 9. Lebensjahr an unterrichtete der in der Region führende Buyō-Lehrer Ishikawa sie, während sie Lesen und Schreiben in einer privaten Tempelschule (Terakoya) lernte. Mit 13 Jahren wurde sie eine Maiko.
1898 zog sie mit 19 Jahren nach Tokio und wurde ein Jahr später Schülerin der ersten Kabuki-Schauspielerin Kumehachi Ichikawa. Auf Rat von Gakkai Yoda (1834–1909), einem Schriftsteller und Freund ihrer Lehrerin, nahm Seiju den Namen Uchida Shizue an. Zudem wurde sie vom Schriftsteller Nobutsuna Sasaki in Tanka-Lyrik unterrichtet. 1903 folgte sie ihrer Lehrerin Kumehachi mit dem Ensemble des Schauspielers Otojirō Kawakami auf die Bühne des Meiji-Theaters (Meiji-za), doch wurde sie der sich anbahnenden Veränderungen wegen Schülerin des Kabuki-Schauspielers Fujima Kan’emon II. Dieser Wandel bestand nicht nur darin, dass Frauen im Kabuki zugelassen wurden. Der Tanz war im Begriff sich zu einer eigenständigen und neuen Form zu entwickeln. Die in Japan eigenständig existierenden Formen wie der Kagura waren mit religiösen Riten und Vorstellungen verbunden und speisen sich zumeist inhaltlich aus den Problemen der dörflichen Gemeinschaft. Als solche werden sie in der Regel von Musik begleitet, besitzen ritualisierte, meist kreisende Bewegungsmuster und werden mit Tanzmitteln wie Fächer, Regenschirm etc. dargeboten. Eine Form des Gesellschaftstanzes westlicher Prägung mit einer Paarbildung, die etwa auch eine erotische Komponente zum Ausdruck bringen kann, fehlte in Japan bis dahin. Mit dem Beginn der Meiji-Restauration wurden im ausgehenden 19. Jahrhundert nahezu alle Lebensbereiche auf den Kopf gestellt. Japan lernte die klassische Musik des Westens und damit auch das Ballett kennen. Der Tanz war in den klassischen Formen der Schaukünste, insbesondere im Kabuki, aber auch in der Chinesischen Oper, mit Darstellung und Gesang verbunden. Als Intellektueller hatte Tsubouchi Shōyō eine Erneuerung des Kabuki bereits theoretisch begründet. Es ist gerade das Verdienst Seijus in dieser Zeit des Wandels das Shin-Buyō als eine neue Form des modernen Ausdruckstanzes maßgeblich geformt und in der Praxis umgesetzt zu haben.
1909 nahm sie den Namen Fujima Shizue an. Um den Lebensunterhalt zu verdienen, ließ sie ein neues Familienwappen entwerfen und begann unter dem Namen Shintomoeya Yaeji als Geisha in Shinbashi zu arbeiten. 1910 lernte sie Nagai Kafū kennen, der an der Keiō-Universität Literatur lehrte. Die beiden heirateten vier Jahre später, doch die Ehe wurde nach weniger als einem Jahr wieder geschieden.
1917 gründete sie im Einvernehmen mit Kan’emon gemeinsam mit zwei Schülern die Fujikagekai (藤蔭会). Die Konzentration auf das Tanzen veranlasste sie die Arbeit als Geisha 1919 aufzugeben. Die Anzahl neuer Produktionen nahm stetig zu. 1921 trat Seiju in ihrem eigenen Stück Seibon (思凡) auf, in dem sie viele bekannte Kabuki-Schauspieler, darunter Onoe Baikō VI., Matsumoto Kōshirō VII., Bandō Mitsugorō VII sahen. Die Fujikagekai arbeitete für ihre Aufführungen mit vielen verschiedenen Künstlern, wie dem Maler Wada Eisaku, den Komponisten Nagayo Motoori und Nakayama Shimpei oder der Schauspielerin Mizutani Yaeko zusammen. 1923 gründete Seiju ihre eigene Schule, die Fujikage-Schule (藤蔭).
Von 1926 an spielte Seiju mit der Fujikagekai in Mandschurei und Korea. 1929 trat sie in Paris im Théâtre Femina in der Champs-Élysées auf und stellte damit dem europäischen Publikum erstmals den japanischen Tanz vor. 1957 übergab sie die Fujikage-Schule an ihre Nichte, die sie in zweiter Generation fortsetzte.
1960 wurde Seiju mit der Ehrenmedaille am violetten Band geehrt. 1964 wurde sie als Person mit besonderen kulturellen Verdiensten ausgezeichnet und erhielt den Orden der Edlen Krone in der vierten Verdienstklasse. Seiju starb Anfang 1966 im Alter von 86 Jahren. Ihre Grabstätte befindet sich auf dem Gelände des Aren-sha, der im Shiba-Park im Tokioter Stadtbezirk Minato liegt.

## Werke (Auswahl)
- 1930 Wakareta aijin (別れた愛人, etwa: getrennte Liebende)
- 1933 Geidō hiwa (芸道秘話, etwa: Geheimnisse der Kunstfertigkeit)
- 1943 Ake iku sora (明け行く空), Anthologie
- 1949 Nagai Kafū san to watashi (永井荷風さんと私, Nagai Kafū und ich)
- 1949 Ai to ibara no michi koete (愛と茨の道越えて)
- 1952 Waga otto Nagai Kafū (わが夫 永井荷風, etwa: Mein Mann Nagai Kafū)
- 1959 Kōjōmitsu no gotoshi (交情蜜の如し)